# Betty Young
Betty Young (geborene Mink * 24. Mai 1832 in Pest; † 26. September 1887 in Wien) war eine ungarische Dramatikerin und (Bühnen-)Schriftstellerin, welche in Wien lebte und Romane, Erzählungen und Lustspiele verfasste. Bekannte Namensvarianten sind Betty Young, Betty Mink, Betty Mück, B. Young, Bertha Young, Betti Young, Barbara Young und Barbara Mink.

## Leben
Young war die einzige Tochter des Zeichners und Aquarellisten Alois Mink und der österreichischen Opernsängerin und Schauspielerin Therese Mink geb. Schweitzer.
Sie wurde sowohl für das Theater als auch für das Operettenfach ausgebildet, da sie das Gesangstalent ihrer Mutter besaß. Sie trat erfolgreich in München, Prag und Wien auf, zog sich jedoch nach ihrer Vermählung am 19. November 1855 mit dem Humanisten und Kommissär Joseph Young von der Bühne zurück. Zusammen mit ihrem Ehemann bekam sie zwei Söhne.
Ihr Ziehvater Joseph Schalk von Falkenhorst, welcher unter dem Theaternamen Forst als Regisseur des Theaters in der Josefstadt bekannt war, erkannte ihre schriftliche Begabung und riet ihr, diese zu verfolgen.

## Wirken
Young schrieb zu Beginn mehrere Gelegenheitsgedichte, bis sie das größere Bühnenwerk Die rothe Liesel. Charakterbild mit Gesang in 6 Abtheilungen und einem Vorspiele verfasste. Dieses wurde in den 1860er Jahren im Josephstädter Theater in Wien mehr als hundertmal aufgeführt und in Wallishaussers Wiener Theater-Repertoire in der 127. Lieferung gedruckt.
Nach diesem Bühnenwerk verfasste sie die Einakter Frau Othello. Schwank in 1 Acte und Mädchenträume. Liederspiel in 1 Acte, welche ebenfalls im Wiener Theater-Repertoire in der 227. Lieferung gedruckt wurden. Die Stücke Nach der letzten Redoute. Scherz in einem Acte, Die beiden Giftmischerinen. Scherz in 1 Aufz., Ein amerikanisches Duell. Lustspiel in 1 Aufz. und Der Ehemann auf Probe. Lustspiel in 1 Acte sind ebenfalls in Wallishaussers Wiener Theater-Repertoire zu finden und wurden unter Heinrich Laubes Direktion im Wiener Stadttheater aufgeführt. Auch das Stück Durch Champagner. Lustspiel in 1 Aufz. wurde im Stadttheater aufgeführt.
Young schrieb außerdem Romane und Novellen, darunter Ein Vierteljahrhundert (zwei Bände), Des Hauses Schattenseite, Die Salonschlange, Auf der Bühne des Lebens, Die Invaliden der Liebe, Blaue Brillen, Kampf um ein Herz.
Zudem war sie fünfzehn Jahre Mitarbeiterin der Braun- und Schneider’schen Münchener Fliegenden Blätter und mehrere Jahre der Wiener Illustrirten Zeitung.

## Werke
Bühnenwerke
- Die rothe Liesl. Charakterbild mit Gesang in 6 Abtheilungen und einem Vorspiele. Verlag der Wallishausser'schen Buchhandlung, Wien 1864 (als Betti Young).[11]
- Frau Othello. Schwank in 1 Acte. Verlag der Wallishausser'schen Buchhandlung, Wien 1869 (als Betty Young).[14][22]
- Mädchenträume. Liederspiel in 1 Acte. Verlag der Wallishausser'schen Buchhandlung, Wien 1869 (als Betty Young).[15][22]
- Nach der letzten Redoute. Scherz in einem Acte. Verlag der Wallishausser'schen Buchhandlung, Wien 1869 (als Betty Young).[16][22]
- Die beiden Giftmischerinen. Scherz in 1 Aufzuge. Verlag der Wallishausser'schen Buchhandlung, Wien 1872 (als Betty Young).[17][22]
- Ein amerikanisches Duell. Lustspiel in 1 Aufzuge. Verlag der Wallishausser'schen Buchhandlung, Wien 1872 (als Betty Young).[18][22]
- Der Ehemann auf Probe. Lustspiel in 1 Acte. Verlag der Wallishausser'schen Buchhandlung, Wien 1872 (als Betty Young).[19][22]
- Durch Champagner. Lustspiel in 1 Aufzuge. Verlag der Wallishausser'schen Buchhandlung, Wien 1876 (als Betty Young).[21]

Romane und Novellen
- B. Young: Ein Vierteljahrhundert. Erster Band. S. Schottlaender, Breslau 1881 (Digitalisat).
- B. Young: Ein Vierteljahrhundert. Zweiter Band. S. Schottlaender, Breslau 1881 (Digitalisat).
- Des Hauses Schattenseite.[10]
- Die Salonschlange.[10]
- Auf der Bühne des Lebens.[10]
- Die Invaliden der Liebe.[10]
- Blaue Brillen.[10]
- Kampf um ein Herz.[10]